# Церковь Святого Марцелла на виа дель Корсо
Церковь Святого Марцелла на виа дель Корсо или Сан-Марчелло-аль-Корсо (итал. La chiesa di San Marcello al Corso) — одна из старейших титулярных церквей Рима. Расположена в районе Треви, в начале Виа дель Корсо, образуя в этом месте небольшую площадь (piazzale) Сан-Марчелло. С 1369 года церковь находится в ведении монашеского ордена Сервитов. Станционная церковь Великого поста.

## История
По легенде, строительство первой церкви в 308—309 годах связывают с именем епископа Рима Марцелла I, якобы церковь возвели над тюрьмой, в которой Марцелл скончался в 309 году. По иной версии легенды Марцелл был спрятан в доме римской матроны Луцины, где ему пришлось работать узником в подвале до самой смерти. Луцина устроила его захоронение в катакомбах Присциллы, а свой дом передала христианской общине. В этом доме уже в 418 году существовала раннехристианская домовая церковь (domus ecclesia). В 499 году зафиксировано именование «Тіtulus Marcelli», в 595 — "Тіtulus Sancti Marcelli. Выбор этого места для избрания римского епископа в 418 году указывает на важность титула Марчелли в то время.
Археологи датируют первые постройки на этом месте 380—450 годами. Вероятно, церковь представляла собой трёхнефную базилику (50 × 25 м) с полукруглой апсидой, обращённой по античной традиции на запад.
В VIII веке папа Адриан I восстановил базилику V века. В наше время от неё сохранились фрагменты настенной росписи, основания баптистерия к северу от входа. Сохранившееся помещение неправильной формы (ок. 7,2 × 6,8 м) находится примерно на 6 метров ниже нынешнего уровня земли. Кирпичная купель (около 4 м в ширину и 1,2 м в глубину) покрыта мраморными плитами. К концу VIII века в церковь перенесли мощи святого Марцелла из катакомб Присциллы. Во второй половине XII века была построена новая трёхнефная базилика с атриумом и кампанилой (колокольней), трансептом и полукруглой апсидой (как и прежде на западе). Внешние стены раннехристианской церкви были сохранены, а пол поднят. Остатки западного фасада трансепта сохранились и до сих пор видны по обеим сторонам современного фасада храма.

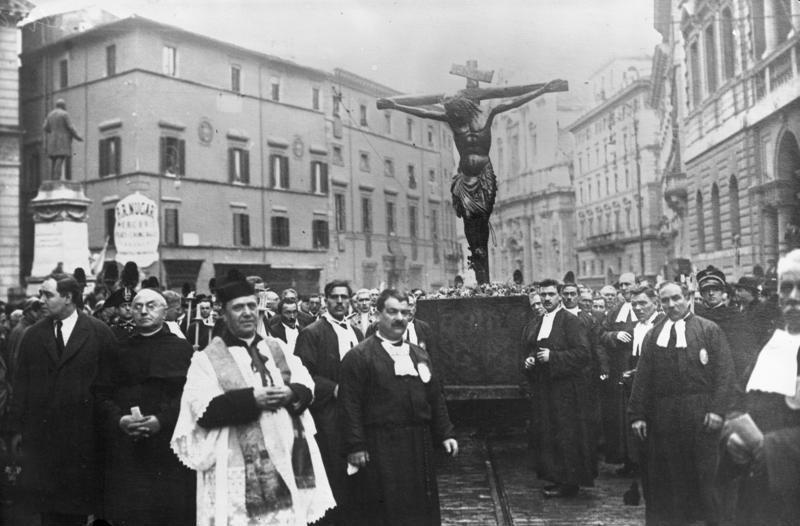
«Процессия Распятия». Фтография 1931 г.

22 мая 1519 года церковь уничтожил пожар. В огне уцелело старинное деревянное распятие XIV века. Факт казался чудесным, так возникла «молитвенная группа», получившая название «Товарищество Святейшего Распятия» (Compagnia del SS. Crocifisѕо). Через три года, в 1522 году, город поразила чума. Распятие вынесли из монастыря, в котором оно находилось, и носили с процессией по городу в течение шестнадцати дней, с 4 по 20 августа, по окончании которых эпидемия прекратилась, и поэтому распятие стали называть «Чумной крест». «Процессию Распятия» (La processione del Crocifisso) стали повторять на протяжении веков в Великий Четверг по маршруту от церкви Сан-Марчелло до площади Сан-Пьетро (в 1568 году «Компания» переехала в близлежащую Молельню Распятия (Oratorio del Crocifisso).
Для реконструкции здания после разрушений Рима в 1527 году войсками императора Карла V был начат сбор средств. Первый проект был составлен Якопо Сансовино, который, однако, бежал из города во время разграбления, но так и не вернулся. Работы были продолжены Антонио да Сангалло Младшим и только в 1597 году при Сангалло Старшем здание было завершено. Старую апсиду на западе снесли, а новую перенесли в восточную часть, чтобы сделать церковь доступной с главной улицы (Виа дель Корсо). Фасад, спроектированный Карло Фонтаной, был завершён только в 1683 году. В 1530 году разлив Тибра снова повредил церковь. Только в 1692—1697 годах церковь была завершена с фасадом, созданным Карло Фонтаной по заказу монсеньора Маркантонио Катальди Бонкомпаньи.

## Фасад
Необычно вогнутый двухъярусный фасад церкви соответствует «классической» композиции высокого римского барокко: сдвоенные колонны коринфского ордера, поднятые на высокие цоколи, мощно раскрепованный антаблемент, разорванный фронтон, статуи в нишах, на фронтоне и на парапете второго яруса.

## Интерьер
Современная церковь представляет собой однонефный храм с плоским кессонным потолком. Интерьер оформлен в привычных формах римского барокко: богатство света, цвета, позолоты и разноцветных мраморов. Пять боковых капелл открываются в сторону нефа. Широкая триумфальная арка отделяет апсиду от нефа. Богато украшенный резьбой, росписью и позолотой Кессонный потолок датируется 1592 годом. Над порталом на внутренней стене находится большое Распятие, созданное в 1613 году Джованни Баттиста Риччи. Слева от входа находится двойная гробница работы Якопо Сансовино, созданная около 1519 года для Антонио Орсо и кардинала Джованни Михиеля, племянника папы Павла II.
В четвёртой капелле справа находится деревянное Распятие, происходящее из предыдущего здания и пережившее пожар 1519 года. Фрески в этой капелле, начатые Репино дель Вагой и прерванные разрушением Рима в 1527 году, были затем завершены Даниэле да Вольтеррой и Пеллегрино Тибальди.
Четвёртая капелла слева украшена росписями Таддео Цуккаро. В 1558 году его младший брат Федерико Цуккаро создал запрестольный образ «Обращение святого Павла».
В сакристии имеется картина со сценой Распятия, которую приписывают Антонису Ван Дейку.

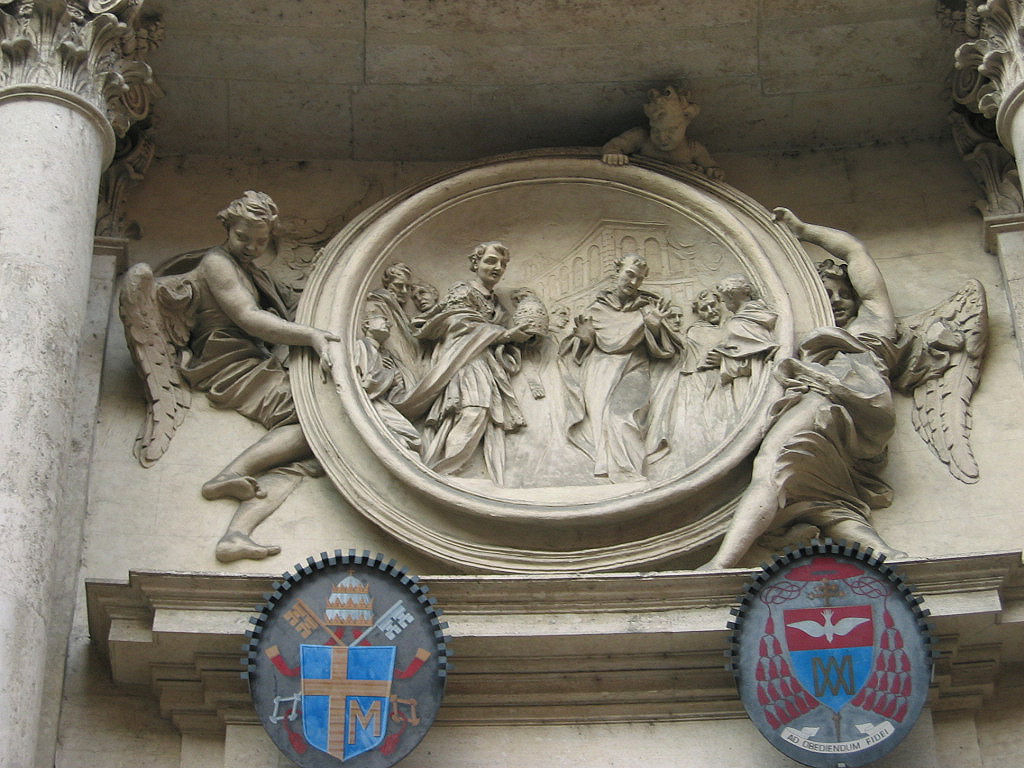
А. Раджи. Святой Филиппо Беницци отказывается от папской тиары. 1686. Рельеф над порталом главного фасада церкви
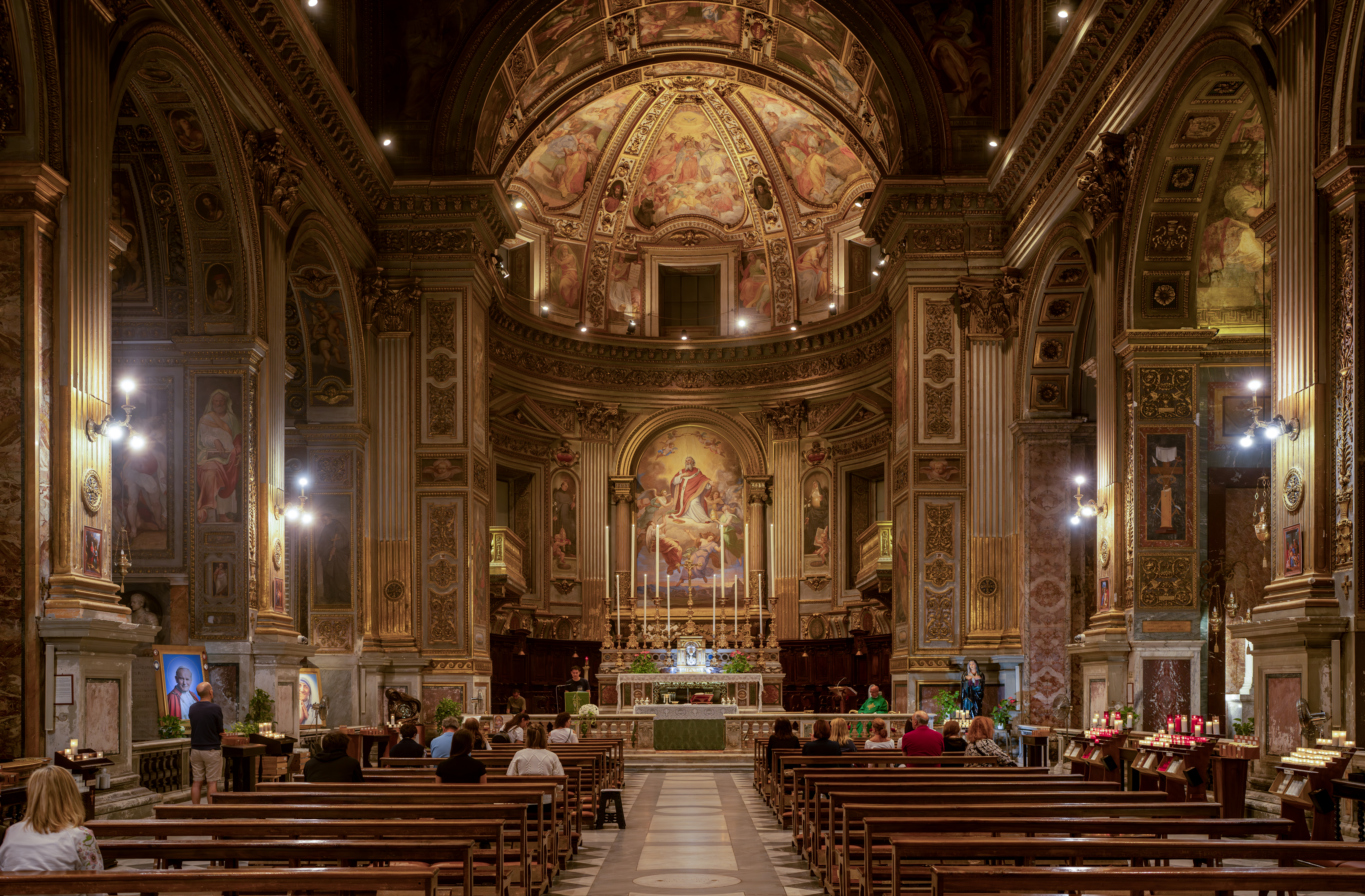
Интерьер
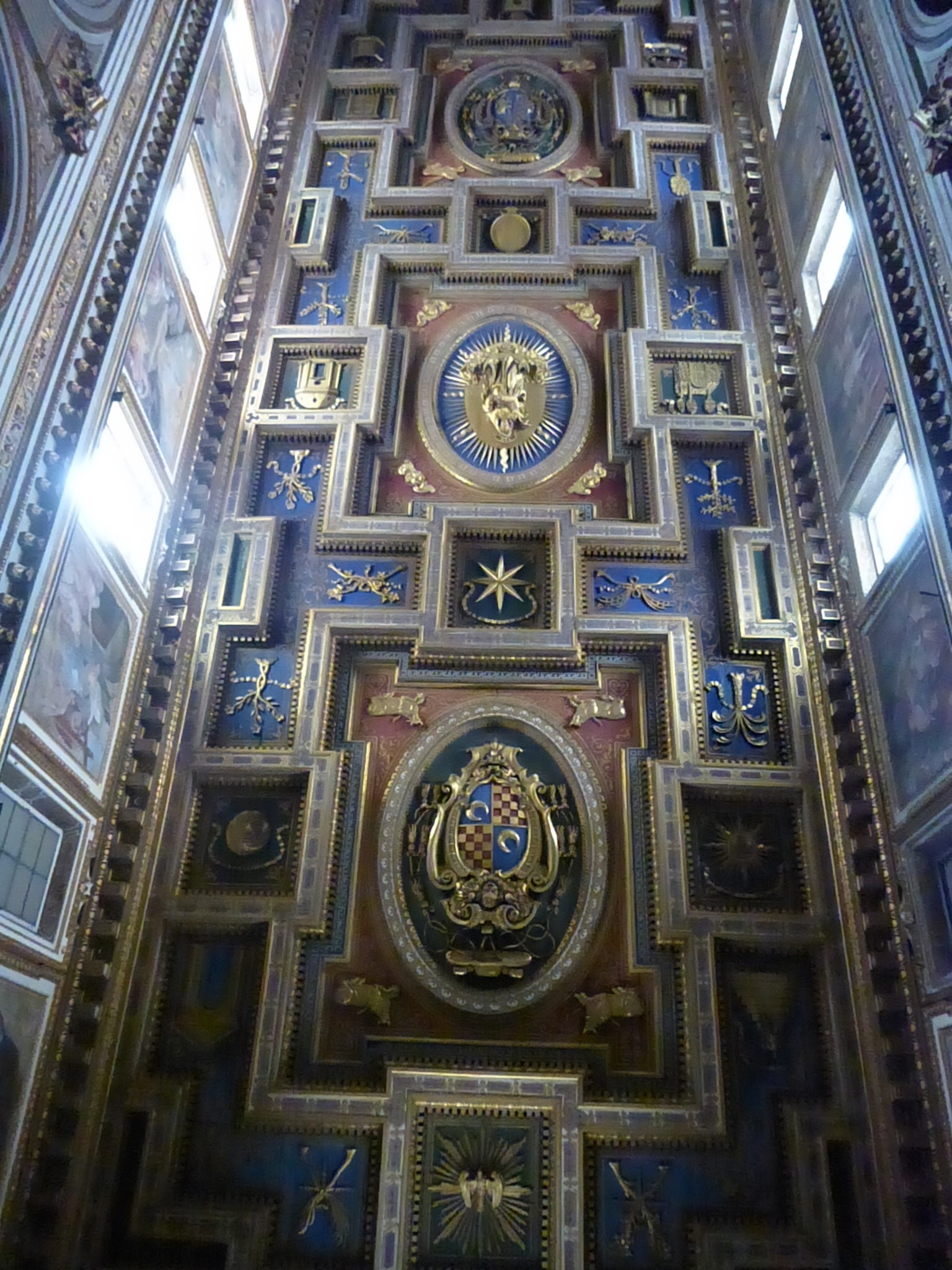
Плафон
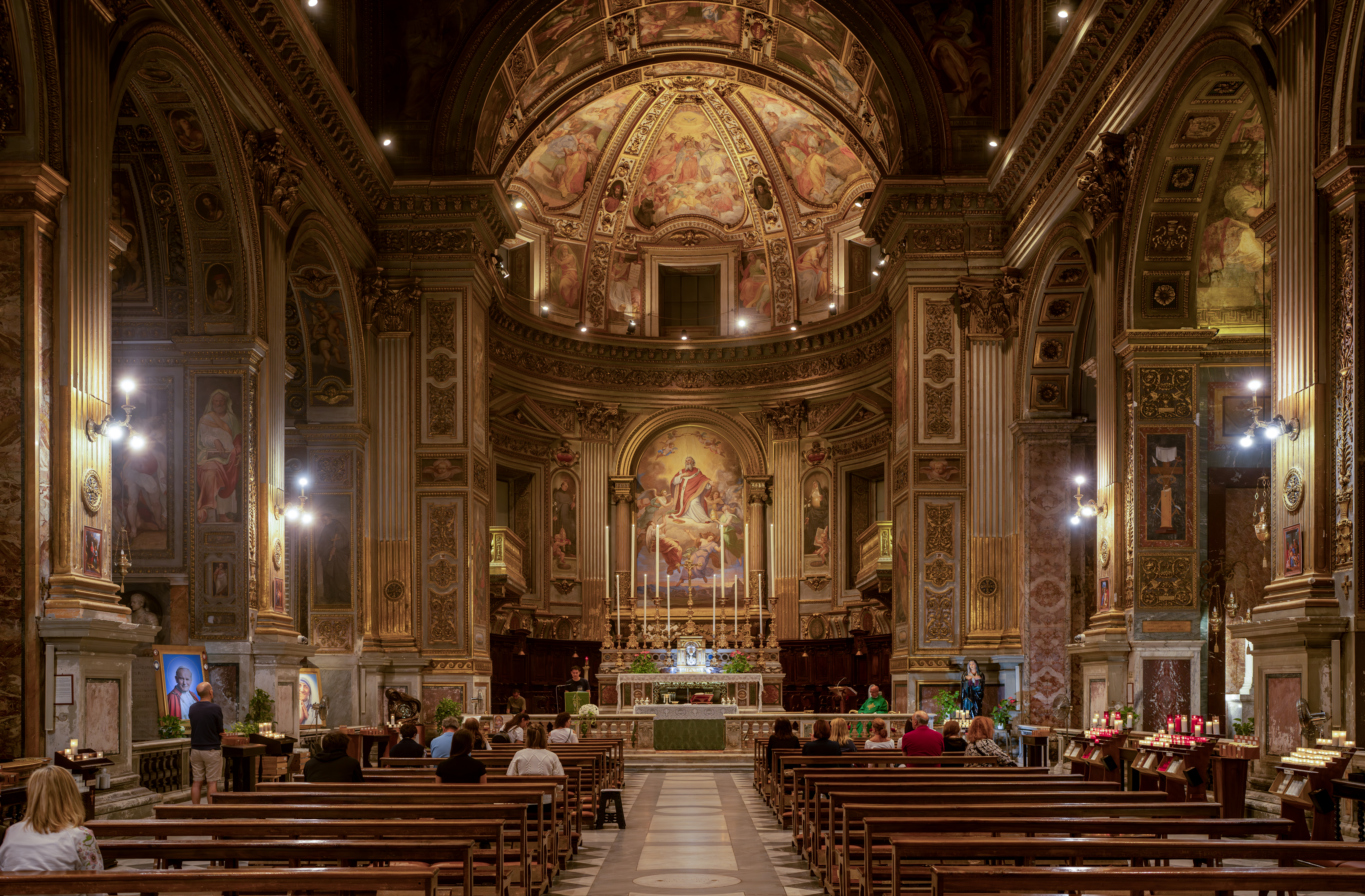
Апсида
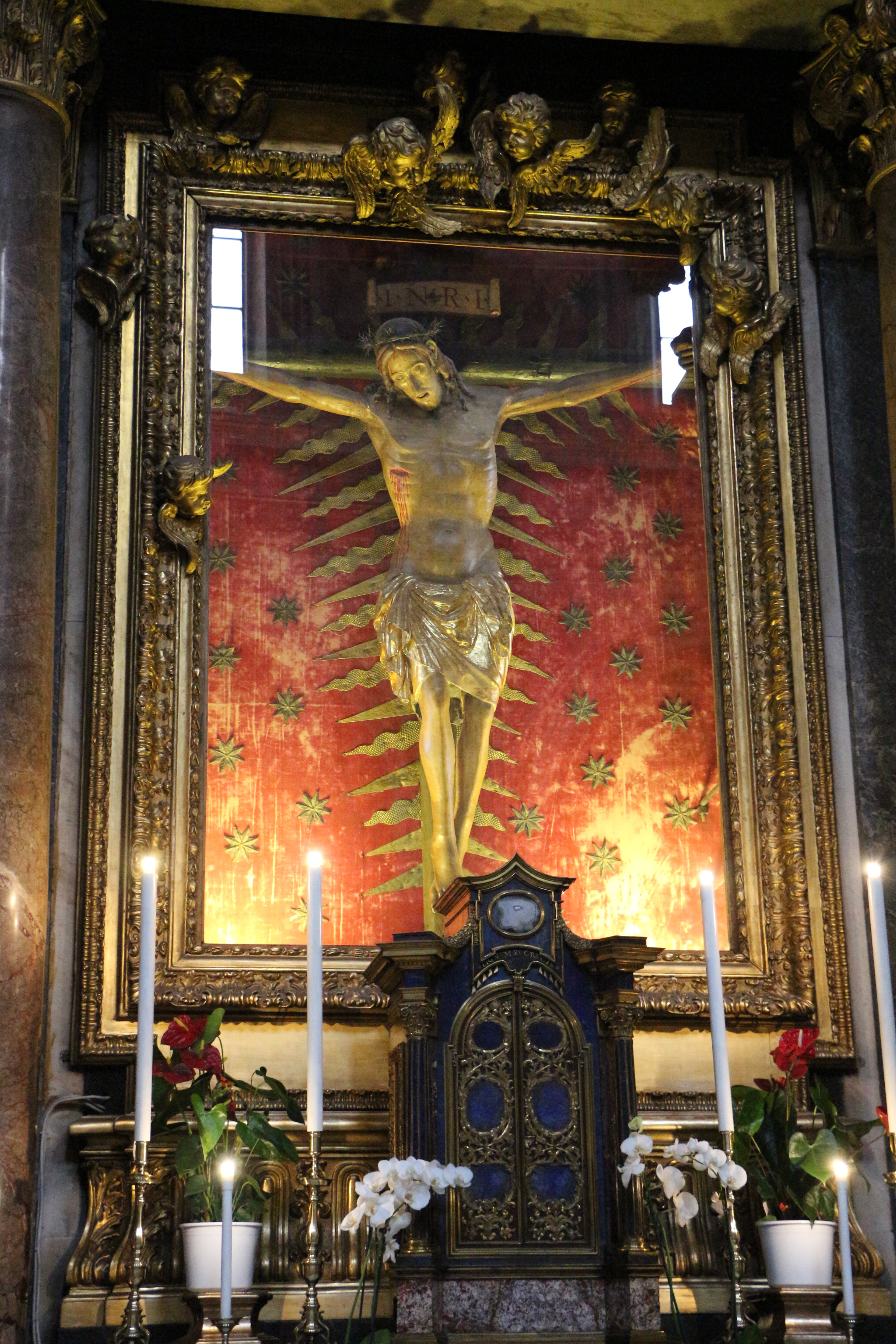
Распятие. XV в. Дерево, золочение
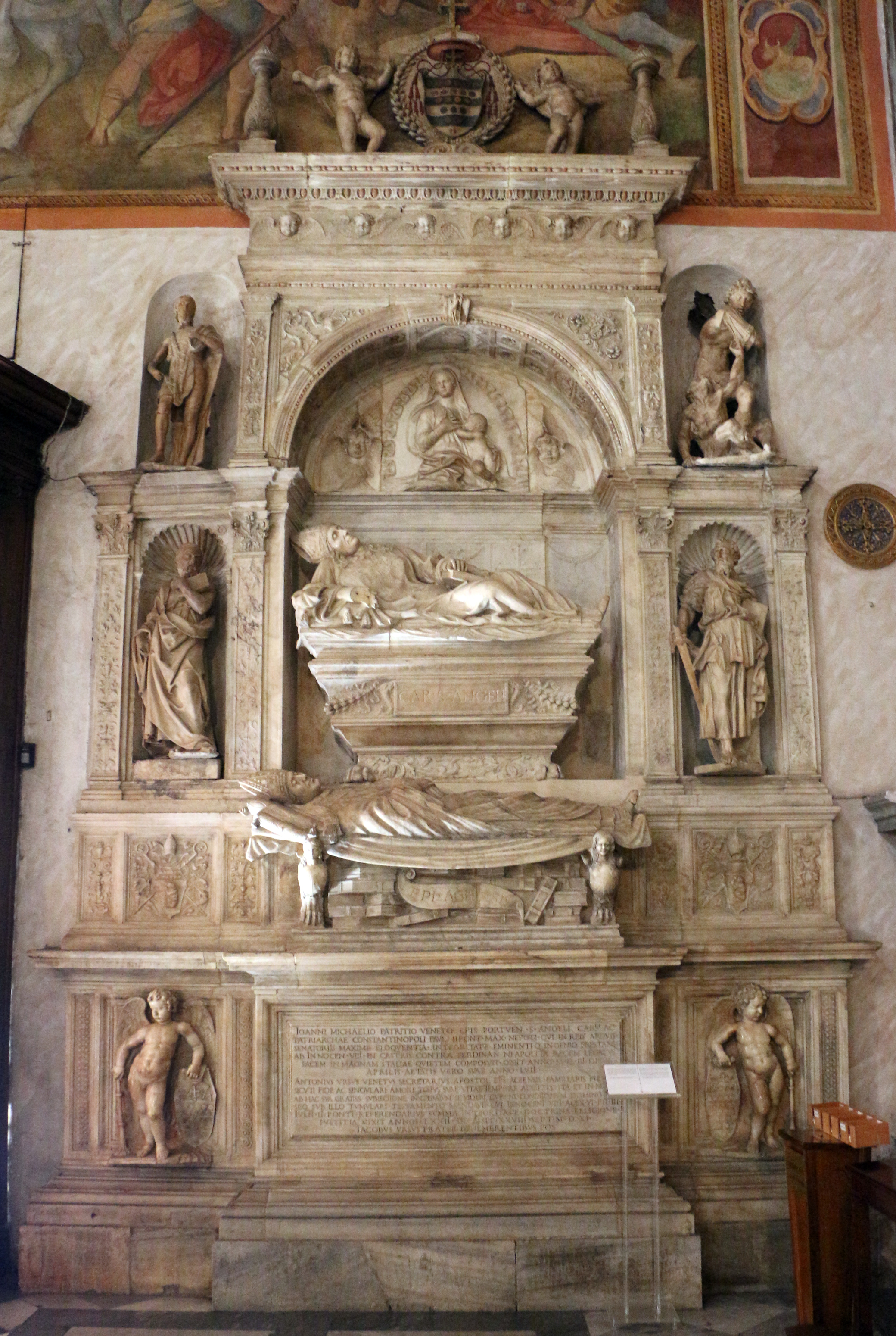
Надгробие Антонио Орсо и кардинала Джованни Михиеля. Ок. 1519. Я. Сансовино
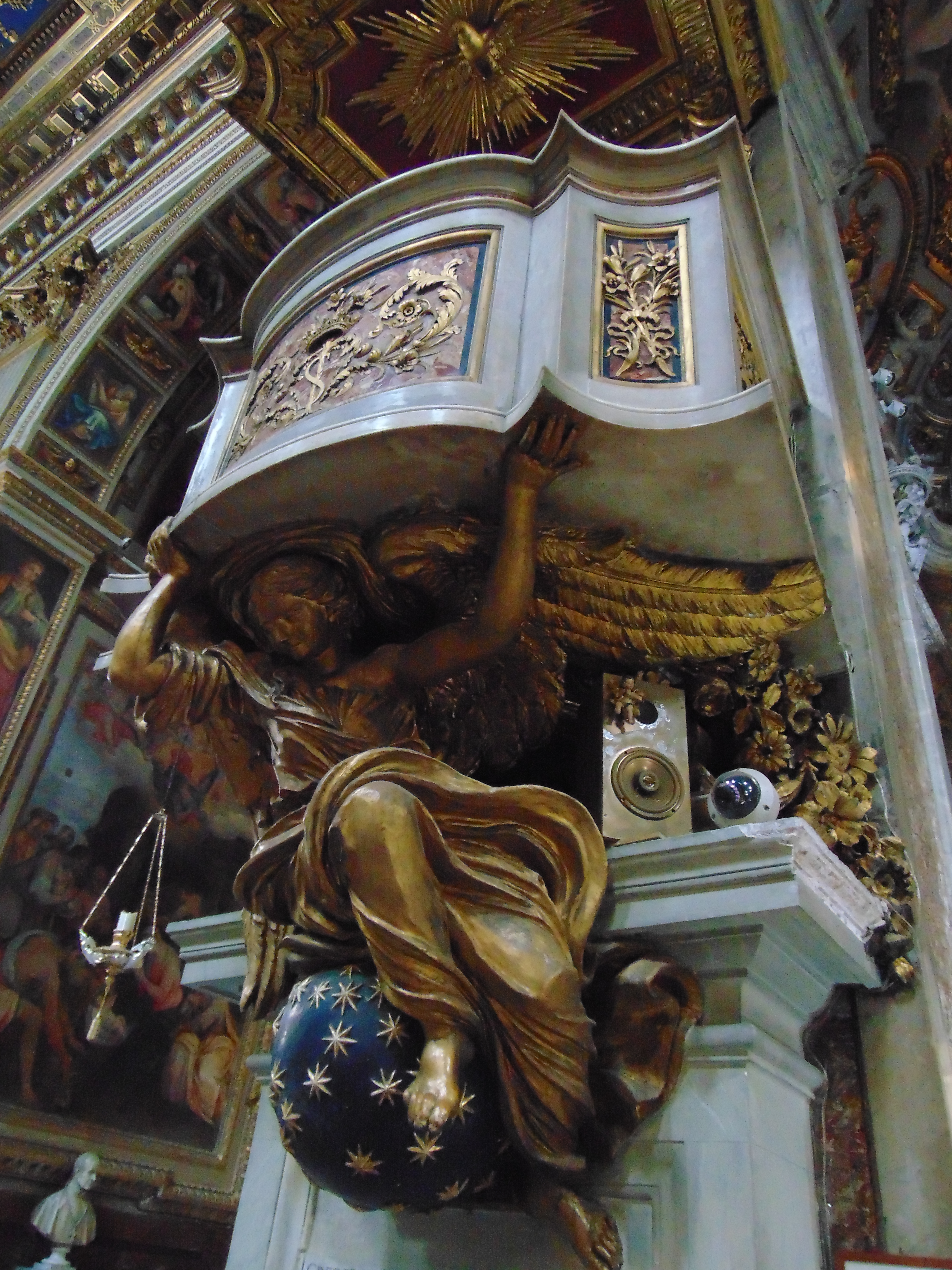
Кафедра